# Marcelis de Boschhouwer

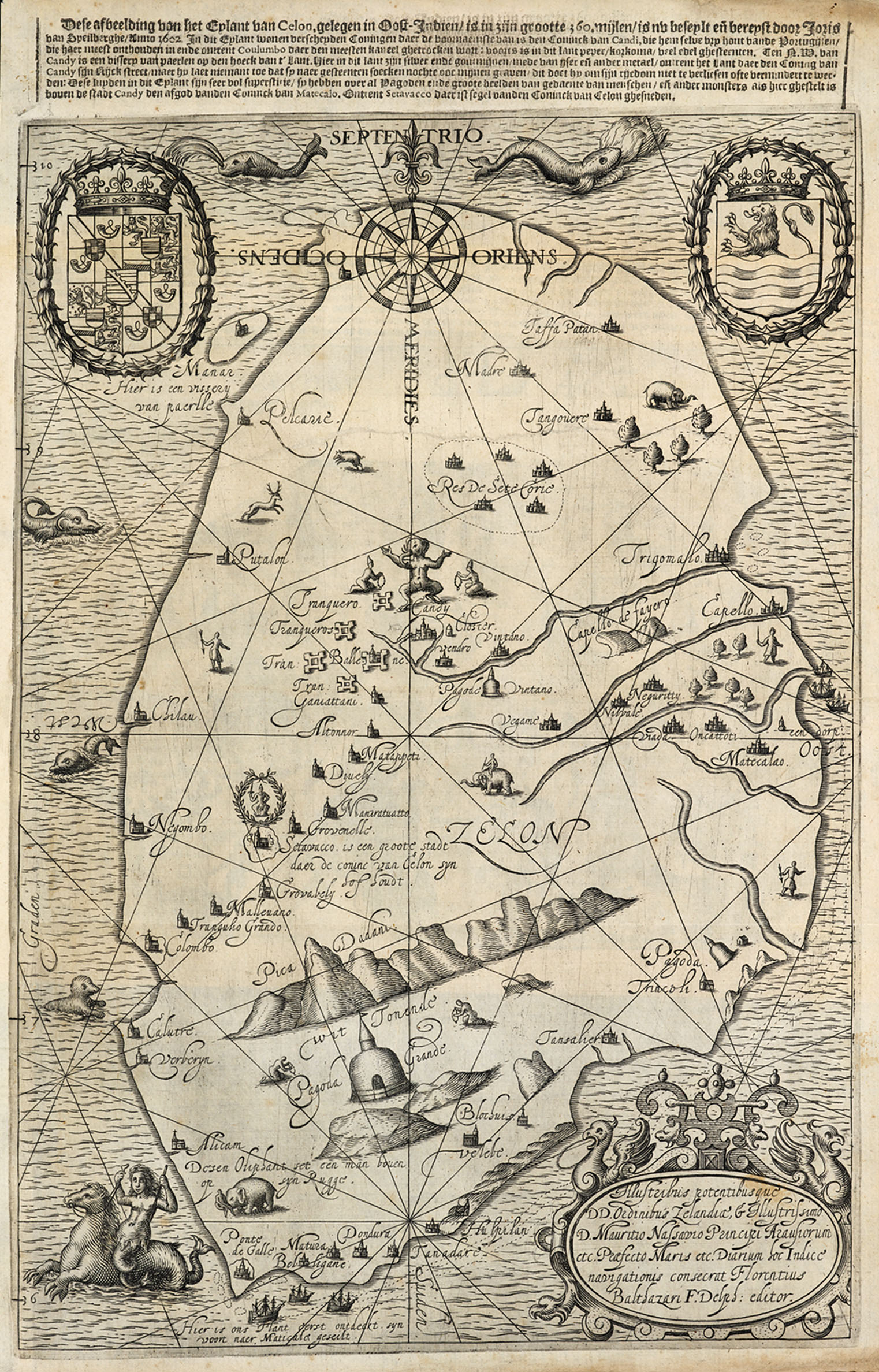
Kaart van Ceylon uit 1615.

Marcelis de Boschhouwer (ca. 1585 – Ceylon, oktober 1619) was een koopman in dienst van de VOC. In maart 1612 sloot hij in Ceylon namens de VOC een verdrag met Senarat, koning van Kandy, over militaire samenwerking tegen de Portugezen en de exclusieve levering van kaneel. Na een driejarig verblijf aan het hof van Kandy keerde hij terug naar Nederland. In 1618 reisde hij in dienst van koning Christiaan IV van Denemarken opnieuw naar Ceylon om er een Deense handelspost te vestigen, maar hij stierf onderweg.

## De Coromandelkust
Marcelis, ook wel Marcellus, Michielsz. de Boschhouwer ging in januari 1610 als onderkoopman op het schip de Zwarte Leeuw van de vloot van de pas benoemde gouverneur-generaal Pieter Both naar Indië. De Zwarte Leeuw kwam met drie andere schepen eerder in Bantam aan dan Both. Ook het jacht Hazewind was daar gearriveerd met het nieuws dat in Antwerpen het Twaalfjarig Bestand was gesloten en dat de vijandigheden met de Spanjaarden en Portugezen ook in Azië beëindigd moesten worden. Ook had het brieven bij zich van de Staten-Generaal en stadhouder Maurits gericht aan diverse Aziatische vorsten, waarin door de jonge Republiek vriendschap werd aangeboden. Het opperhoofd van Bantam, Jacques l'Hermite, besloot de Hazewind met het nieuws door te sturen naar de factorijen aan de Coromandelkust van India. Het kreeg handelswaar en 50.000 realen van achten mee. De Boschhouwer was een van de kooplieden die meegingen. In december 1610 vertrok de Hazewind uit Bantam en zeilde via Atjeh naar Masulipatnam. Van daar is De Boschhouwer begin 1612 als gezant naar Ceylon gegaan met brieven voor de koning van Kandy.

## Ceylon

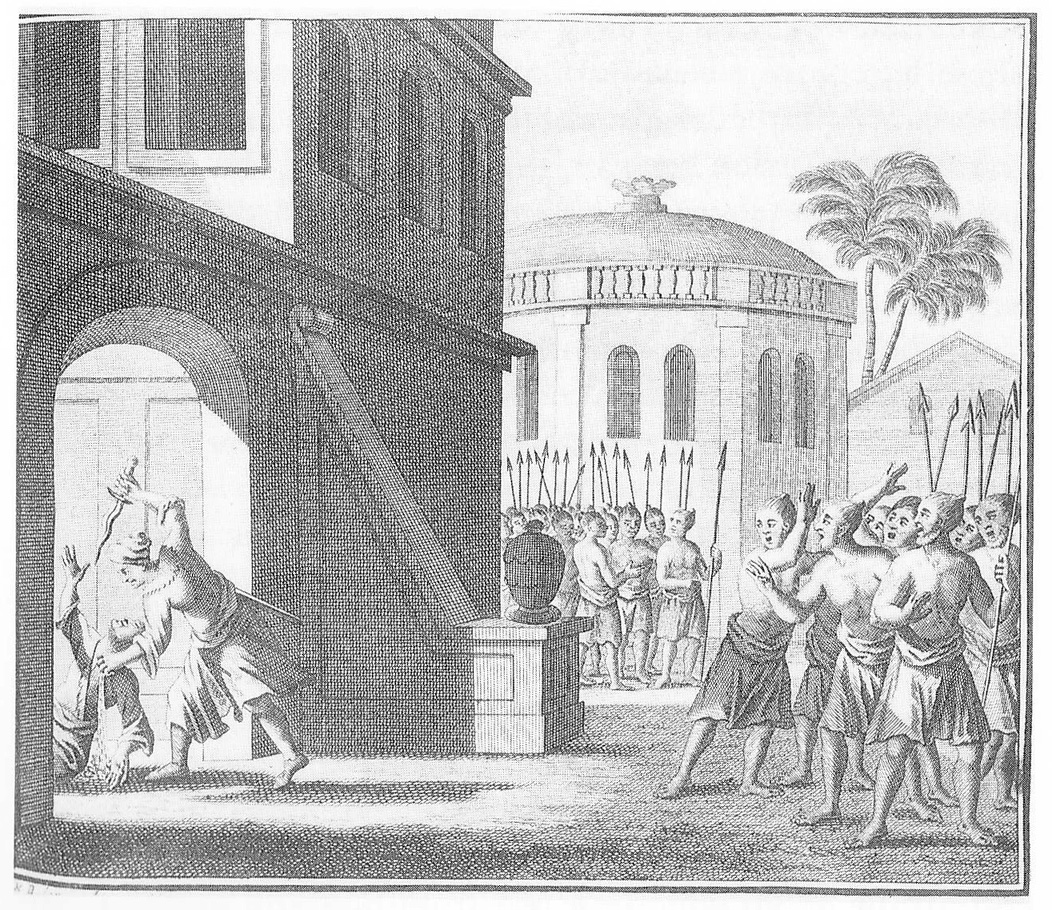
Senerat vermoordt zijn rivaal Kuruvita Rala, de prins van Uva. Illustratie uit François Valentijns boek Oud en Nieuw Oost-Indiën uit 1726.

In Ceylon hadden de Portugezen in de 16e eeuw het kaneelrijke westelijke kustgebied veroverd op de rijken van Kotte en Sitawaka, en waren in oorlog met het koninkrijk Kandy in het binnenland. De koning waarmee Joris van Spilbergen in 1602 een verbond had gesloten, Vimala Dharma Suriya I, was in 1604 overleden. Zijn zoon was nog minderjarig zodat een strijd om de troon was losgebarsten die gewonnen werd door zijn halfbroer Senerat. De brieven die De Boschhouwer voor hem meebracht bevestigden de vriendschap en verzekerden de koning dat de wapenstilstand met de Portugezen niet van invloed zou zijn op de relatie.

### Kandy
Vanaf de oostkust van Ceylon reisde De Boschhouwer naar Kandy en sloot daar op 11 maart 1612 een nieuw vriendschapsverdrag met de ‘Keyzerlijke Majesteyt Cenuwieraat’ waarin werd afgesproken elkaar militair te steunen tegen de Portugezen. Senerat gaf toestemming voor het bouwen van een fort en een factorij bij Cotiarum (Kottiyar, de huidige baai van Trincomalee) aan de oostkust, waarvoor hij ook arbeiders en materiaal zou leveren. Verder werd de VOC tolvrije handel toegestaan en exclusieve leveranties van de beste kaneel, te betalen met contanten of met handelsgoederen.

### De prins van Migonne

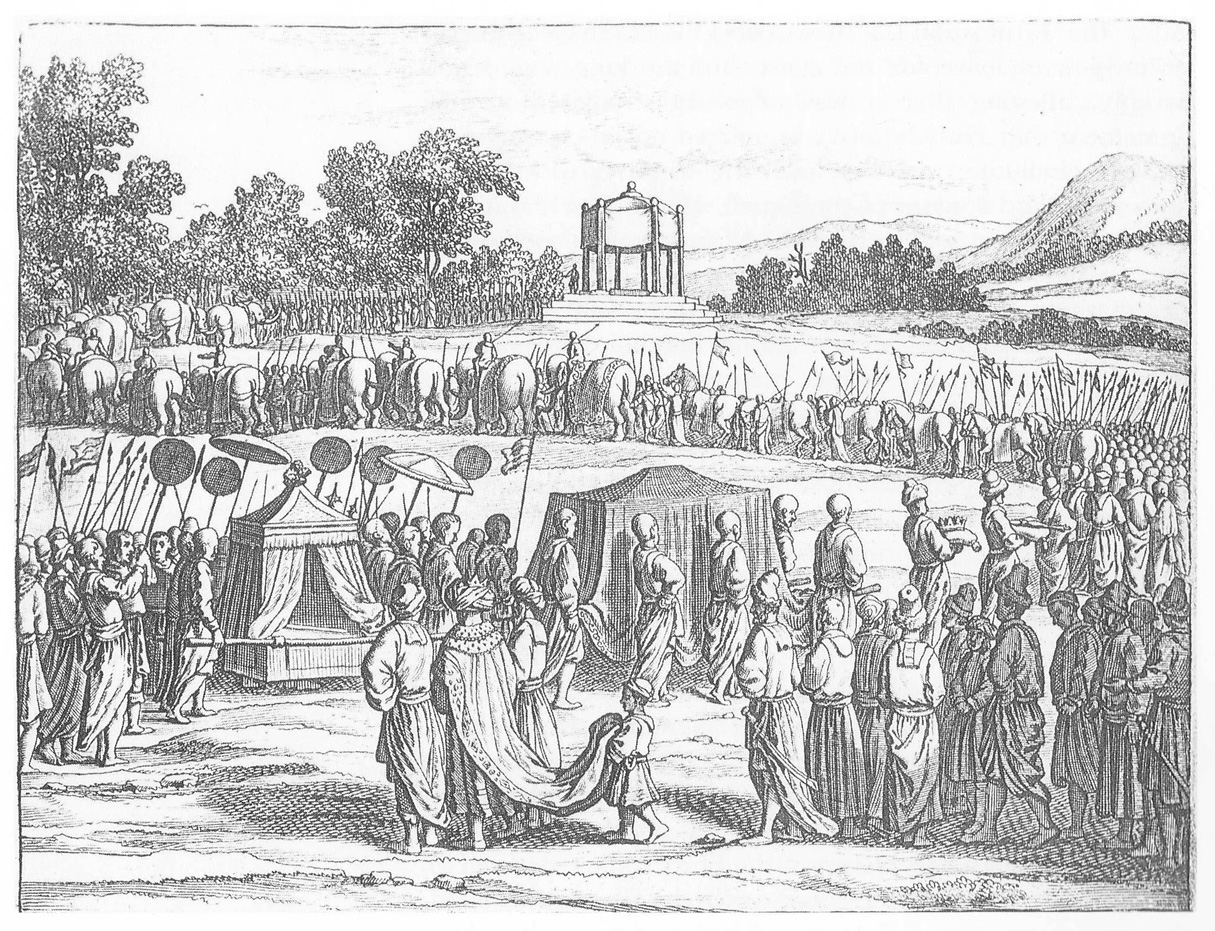
De begrafenisoptocht van Mahastana, de kroonprins van Kandy. Illustratie in Philippus Baldaeus' boek uit 1672 over Malabar en Ceylon.

Senerat wilde De Boschhouwer echter niet laten gaan. Hij zei hem nodig te hebben als ambassadeur aan het hof. Hij gaf hem grandioze titels, waaronder prins van Migonne (Negombo), en maakte hem lid van de krijgsraad. Nadat zijn metgezellen aan de kust door gealarmeerde Portugese troepen waren vermoord voerden de Kandyanen succesvolle aanvallen uit op diverse Portugese stellingen, waar ook De Boschhouwer aan deelnam als aanvoerder. Hij werd in Kandy een gevierd man. Hij trouwde er met een Singalese vrouw uit adellijke kringen. Ook leverde hij een bijdrage aan een opleving van de lokale scheepvaart. Toen in augustus 1612 de jonge kroonprins stierf en gecremeerd werd was De Boschhouwer een van degenen die het vuur van de brandstapel mocht aansteken. Gedurende zijn verblijf in Ceylon schreef hij brieven aan de directeur van de Coromandelkust Wemmer van Berchem met verzoeken om bijstand, maar kreeg te horen dat hij zich niet in dienst van de koning van Kandy had moeten stellen omdat hij in dienst was van de Compagnie.

### Vertrek uit Kandy

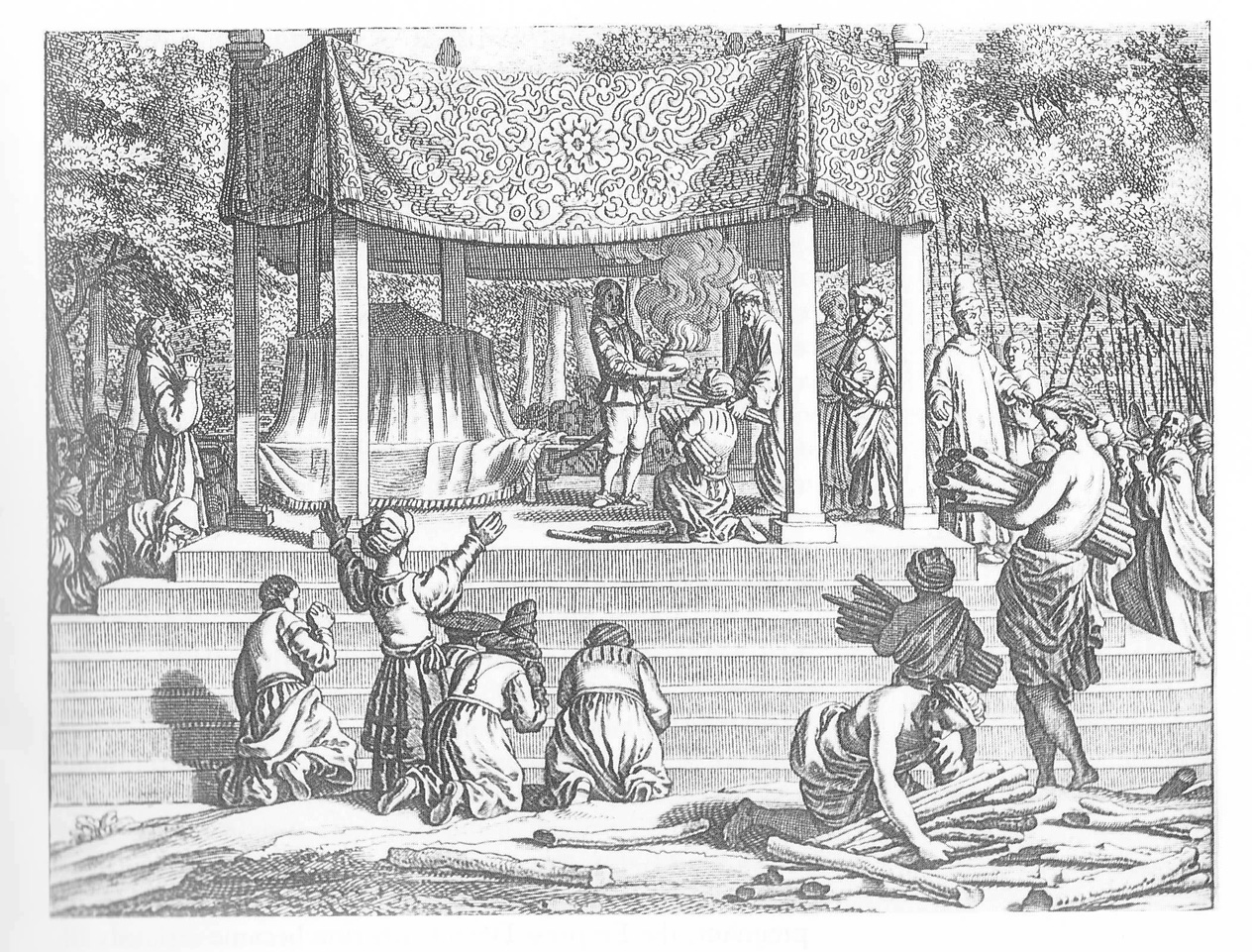
De Boschhouwer bij de crematie van Mahastana.

Nadat de Portugese gouverneur van Ceylon Jerónimo de Azevedo naar Goa was vertrokken zond in maart 1614 een nieuwe gouverneur een leger naar Kandy om samenwerking met de Nederlanders te voorkomen. In augustus werden de Portugese troepen bij Balana door de Kandyanen verslagen, met ook een rol voor De Boschhouwer als bevelhebber. In mei 1615 kreeg hij van Senerat toestemming om Kandy te verlaten en als zijn ambassadeur Nederlandse hulp in te roepen bij het geheel verdrijven van de Portugezen van het eiland. Hij ging toen terug naar Masulipatnam. Van daar ging hij met de afzwaaiende directeur Van Berchem en de visitadeur-generaal Hans de Haze met de Ter Goes van schipper Cornelis Reijersen terug naar Bantam. Daar had men echter geen oren naar het verzoek van Senerat omdat men in de Molukken de handen vol had aan de Spanjaarden, die zich niets aantrokken van het Twaalfjarig Bestand. De Boschhouwer werd doorgezonden naar Nederland. In december vertrok hij met Reijersen op het jacht de Witte Beer.

### Terug in Nederland
Terug in Nederland bleken zowel de Heren XVII als de Staten-Generaal weinig heil te zien in militaire steun aan Kandy, met de moord in 1603 op Sebald de Weert en zijn mannen door Senerats voorganger nog vers in het geheugen. Ook overschatte De Boschhouwer zijn positie. Hij wenste niet meer als medewerker van de VOC maar als prins en afgezant van de koning van Kandy behandeld te worden, wat voor irritatie zorgde. Hij had inmiddels zijn naam veranderd van Boshouwer in De Boshouwer en vervolgens in De Boschhouwer.

## De Deense expeditie

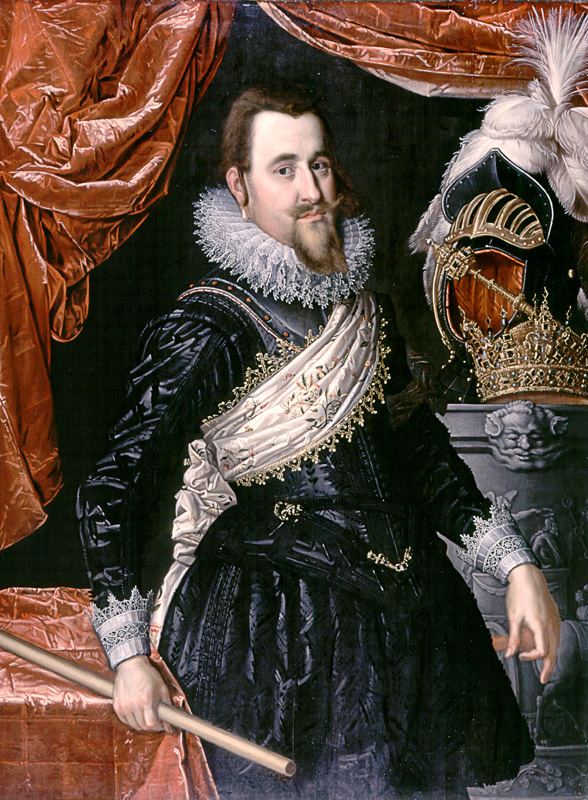
Koning Christiaan IV van Denemarken.

Hij besloot zich toen aan te bieden bij de koning van Denemarken, Christiaan IV. In juni 1617 kwam hij aan in Kopenhagen en tekende daar op 30 maart 1618 een contract met de koning. Het doel was om met een zevenjarig verbond Senerat te steunen in zijn strijd tegen de Portugezen en in Ceylon een Deense handelspost te stichten. De koning leverde twee marineschepen, de Elefanten en de David, en driehonderd soldaten. De kosten zouden door Senerat vergoed moeten worden. De oorlogsschepen werden aangevuld met de twee schepen en een jacht van de in 1616 door twee andere Nederlanders opgerichte Deense Oost-Indische Compagnie. De reis zou voor de Compagnie de eerste zijn. Bevelhebber van de vloot was de 23-jarige edelman Ove Giedde. Er gingen meerdere Nederlanders mee, waaronder de koopman Roelant Crappé op het vooruit gestuurde jacht Øresund. Crappé had eerder voor de VOC gewerkt en had ervaring aan de Coromandelkust.

### Terug naar Ceylon
De Boschhouwer voer op de David, en nam ook zijn vrouw en een in Kopenhagen geboren zoontje mee. Onderweg kregen Giedde en De Boschhouwer ruzie, waarna de schepen een groot deel van de reis hun eigen weg gingen. Na een lange tocht van meer dan anderhalf jaar, vol ontberingen en ziektes, en de desertie van een groot aantal soldaten aan de Coromandelkust, kwamen de schepen in mei 1620 aan in de baai van Trincomalee, met maar ongeveer de helft van de oorspronkelijke bemanningsleden. Ook De Boschhouwer en zijn zoontje hadden de reis niet overleefd. Hun lichamen waren gebalsemd om ze te kunnen tonen in Ceylon.
Toen Giedde in Kandy aankwam beweerde Senerat van niets te weten. Ook de door de Denen gemaakte kosten weigerde hij te vergoeden. Vermoedelijk was dit omdat hij na het uitblijven van Nederlandse hulp in 1617 vrede had gesloten met de Portugezen. Giedde concludeerde echter dat De Boschhouwer een oplichter was en verklaarde zijn goederen verbeurd voor koning Christiaan IV. Zijn lichaam werd zonder ceremonie op Ceylon begraven. Zijn zoontje kreeg wel een keurige begrafenis, omdat de Deense koning hem in zijn armen had gehouden tijdens de doop.

### Tranquebar

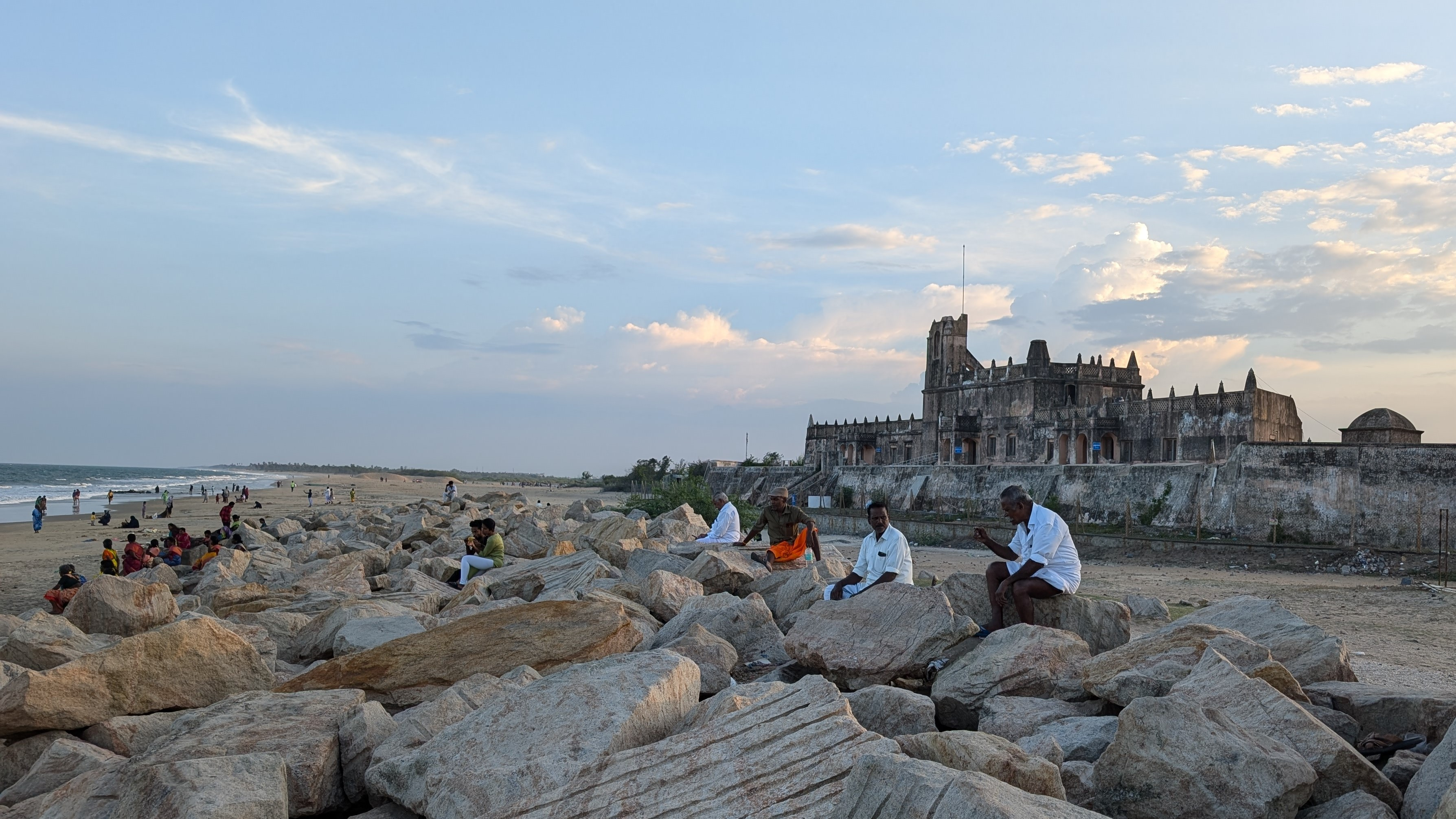
Fort Dansborg in Tharangambadi.

Giedde voer hierna terug naar de Coromandelkust, waar Roelant Crappé toestemming van de nayak van Tanjore had gekregen voor het vestigen van een factorij in Tranquebar, het huidige Tharangambadi. Crappé zou er zestien jaar lang gouverneur zijn, en de Denen zouden er 225 jaar blijven.
In Kottiyar hielden de Denen het nog enkele jaren uit en moesten toen onder Portugese druk vertrekken. De Boschhouwers weduwe bleef nog zeven jaar in Kandy wonen en vertrok toen naar Tranquebar. Na de mislukte vestigingspoging van de Denen bouwden de Portugezen ook aan de oostkust van Ceylon twee forten. Een bij Batticaloa en een in de baai van Kottiyar, waar ze de op een in zee uitstekende rotspunt gebouwde Thirukonamale tempel afbraken en de stenen gebruikten voor de bouw van wat veel later Fort Frederick werd.
Bij terugkomst in Denemarken gaf Giedde de schuld voor het mislukken van de onderneming aan De Boschhouwer.